# Erik Magnusson av Sverige

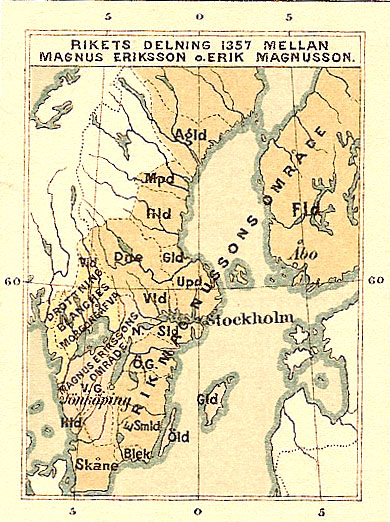
Historisk karta över Magnus Erikssons och Erik Magnussons delning av riket 1357

Erik Magnusson, ibland felaktigt kallad Erik "XII", var kung av Sverige och herre över Skåne 1356–1359, född 1339, död 1359, son till kung Magnus Eriksson och drottning Blanka av Namur. 
Han valdes 1344 till tronföljare i Sverige, endast fem år gammal, sedan hans yngre bror Håkan Magnusson 1343 valts till kung av Norge, Vid mitten av 1350-talet trädde Erik i förbindelse med de mot fadern oppositionella svenska stormannakretsarna och framträdde vid deras uppror 1356 som den synlige ledaren för upproret. Den verklige ledaren torde egentligen ha varit Nils Turesson (Bielke). Missnöjet hade ökats genom den gunst Magnus Eriksson visade hertig Bengt Algotsson, som utnämnts till hertig av Finland. Missnöjet över kungens politik fick sitt utbrott i det uppror som inleddes av Erik tillsammans med flera av rikets stormän 1356. Genom denna tvingades hertig Bengt att fly ur landet och Magnus Eriksson måste (1357) till sin son avstå en stor del av riket.
Erik antog samma år kungatitel, och tvingade sin far vid förlikningen i Jönköping 1357 att avstå Skåne, södra Halland, Blekinge, samt en del av Småland, Östergötland och Finland till Erik. Genom en ny överenskommelse samma år erhöll han även Svealand och Norrland. Den vanmäktige fadern sökte nu stöd hos Valdemar Atterdag mot sin son, och 1359 inföll denne i Skåne. Erik ryckte då in i Skåne, men Valdemar hade då redan utrymt landet.
Kort därpå avled Erik hastigt, antagligen i någon pestsjukdom. Magnus Erikssons motståndare lät utsprida ryktet att Erik och hans hustru Beatrix av Bayern blivit förgiftade av Eriks mor, Blanka av Namur, vilket med all sannolikhet var osanning.